# Arve Svorkmo
Arve Lundseng Svorkmo (Trondheim, 3 agosto 1963) è un ex calciatore norvegese, di ruolo attaccante.

## Carriera

### Club
Svorkmo cominciò la carriera con il Nidelv. Giocò poi per il Rosenborg dal 1981 al 1986, vincendo il campionato 1985 con questa squadra. Nel 1987 si trasferì al Frigg, per poi tornare al Rosenborg nel 1989. Dal 1990 al 1992 militò nelle file dello HamKam. Nel 1993 si trasferì al Byåsen.

## Palmarès

### Club

#### Competizioni nazionali
- Campionato norvegese: 1

Rosenborg: 1985